# Růžena Beinhauerová
Růžena Beinhauerová rozená Dostálová (23. prosince 1912 Moravská Ostrava – 16. května 1968 Ivančice) byla československá lyžařka v době první republiky. Byla členkou brněnských klubů LK a Vysokoškolský sport. V 30. a 40. letech 20. století byla nejlepší československou lyžařkou. Kromě lyžování se věnovala i basketbalu a po druhé světové válce byla československou reprezentantkou ve veslování.
V mládí absolvovala Masarykovu univerzitu v Brně a poté pracovala jako vysokoškolská asistentka katedry teorie tělesné výchovy na Pedagogické fakultě Masarykovy univerzity. V roce 1935 se ve Vítkovicích provdala za Karla Beinhauera, který se také věnoval lyžování.

## Lyžování
Během své lyžařské kariéry získala 11 titulů mistryně republiky v běhu na lyžích i sjezdovém lyžování. Na zimních olympijských hrách 1936 získala v kombinaci 22. místo.

## Veslování
Od roku 1939 se začala věnovat veslování, ve kterém v různých disciplínách získala 24 titulů mistryně Československé republiky. Závodní činnost ukončila v roce 1957 ve svých 45 letech. Dále byla trenérkou I. třídy, rozhodčím, funkcionářkou. Za své zásluhy získala také tituly Mistr sportu a Zasloužilý mistr sportu.
Zemřela 16. května 1968 v Ivančicích.